# Antonín Brančík
Antonín Brančík (3. prosince 1918 – ???) byl český a československý politik Komunistické strany Československa a poúnorový poslanec Národního shromáždění ČSSR.

## Biografie
Ve volbách roku 1960 byl zvolen za KSČ do Národního shromáždění ČSSR za Jihomoravský kraj. V parlamentu setrval až do konce funkčního období, tedy do voleb roku 1964.
V roce 1968 se uvádí jako předseda Okresního národního výboru v Prostějově.